# 1603 en santé et médecine
| Années de la santé et de la médecine : 1600 - 1601 - 1602 - 1603 - 1604 - 1605 - 1606    |
| Décennies de la santé et de la médecine : 1570 - 1580 - 1590 - 1600 - 1610 - 1620 - 1630 |

## Événements
- Juillet : en  Norvège, « un brevet royal attribue au médecin d’origine danoise Villads Nielsen (no) [c.1564 – c.1616] un revenu annuel à vie sur les fonds publics pour fournir des services médicaux aux habitants de Bergen, la plus grande ville de Norvège à l’époque[1] ».
- 1601-1603 : famine en Russie, pendant laquelle cent vingt-sept mille corps sont enterrés dans des fosses communes pour la seule ville de Moscou, et qui tue près de deux millions de personnes, soit un tiers de la population russe[2].
- 1603-1604 : à Londres, la peste fait environ trente mille victimes[3].

## Publications
- Girolamo Fabrizi d'Acquapendente (1533-1619) fait paraître son traité De venarum ostiolis où il décrit les valvules situées à l'intérieur des veines, et qui est une des publications qui conduiront William Harvey, élève de l'auteur, à la découverte de la circulation sanguine en 1628[4].
- Joseph du Chesne (1546-1609[5]) publie son traité De priscorum philosophorum verae medicinae materia[6].
- Jacques Duval (° c.1555), médecin originaire d'Évreux, agrégé au collège des médecins de Rouen en 1598[7], publie son Hydrothérapeutique des fontaines médicinales nouvellement découvertes aux environs de Rouen[8].
- Thomas Lodge (1558 ? – 1625) publie A Treatise of the plague, « traduction d'un ouvrage médical français[9],[10] ».

## Naissances
- 1er juin[11] : Robert de Limbourg (mort en 1689[11]), chirurgien à Malmedy[12].
- 25 juillet (bapt.) : Pierre (ou Ézéchiel) de Castro (mort en 1665), médecin maranne de Bayonne, Premier médecin du duc de Mantoue, membre du collège de Vérone[13],[14].
- 15 août : Jacob Tappe (de) (mort en 1680), professeur de médecine à Helmstedt[15].
- 15 septembre : Jan Jonston (mort en 1675), médecin polonais auteur d'une encyclopédie zoologique[16].
- Jacques Crétenet (mort en 1666), maître chirurgien à Lyon, surtout connu comme « dévot », proche de la compagnie du Saint-Sacrement[17].

## Décès
- 23 février : Andrea Cesalpino (né en 1524 ou 1525), philosophe, médecin et naturaliste italien[18].
- 29 septembre : Francesco Buonamici (né en 1533), médecin et philosophe florentin[19].
- 10 décembre : William Gilbert (né en 1544), physicien et médecin anglais, archiatre d’Élisabeth Ire et de Jacques Ier[20].
- Entre les 10 et 21 juin : Giacomo Antonio Cortuso (né en 1513), médecin et botaniste italien, conservateur du jardin botanique de Padoue[21].
- Vers juin :  Barthélemy Cabrol (né vers 1529), chirurgien anatomiste, « premier titulaire à l'emploi de démonstrateur royal d'anatomie auprès de l'université de médecine de Montpellier par un édit de création d'Henri IV[22] ».
- Jean Hucher (né en 1541), chancelier de l'université de médecine de Montpellier[23].